# Liste von Bergwerken im Landkreis Mainz-Bingen

Kommunen im Landkreis Mainz-Bingen.

Die Liste von Bergwerken im Landkreis Mainz-Bingen umfasst Bergwerke im Landkreis Mainz-Bingen, Rheinland-Pfalz.  

## Liste

### Verbandsgemeinde Rhein-Nahe
| Name         | Ortsteil      | Bemerkung                                                                | Lage | Beginn | Ende | Bild |
| ------------ | ------------- | ------------------------------------------------------------------------ | ---- | ------ | ---- | ---- |
| Amalienhöhe  | Waldalgesheim | Mangan, Dolomit; auch Grube Dr. Geier genannt; bis 1984 Besucherbergwerk | Lage | 1971   |      |      |
| Bacharach    | Bacharach     | Schiefer                                                                 |      |        |      |      |
| Nauheim      | Steeg         | Schiefer                                                                 |      |        |      |      |
| Steeg        | Steeg         | Schiefer                                                                 |      |        |      |      |
| Rheindiebach | Rheindiebach  | Schiefer                                                                 |      |        |      |      |
| Stollen      | Steeg         | Schiefer, Versuchsstollen, etwa 5 m lang                                 | Lage |        |      |      |
| Stollen      | Manubach      | Schiefer                                                                 | Lage |        |      |      |